# Khubishna

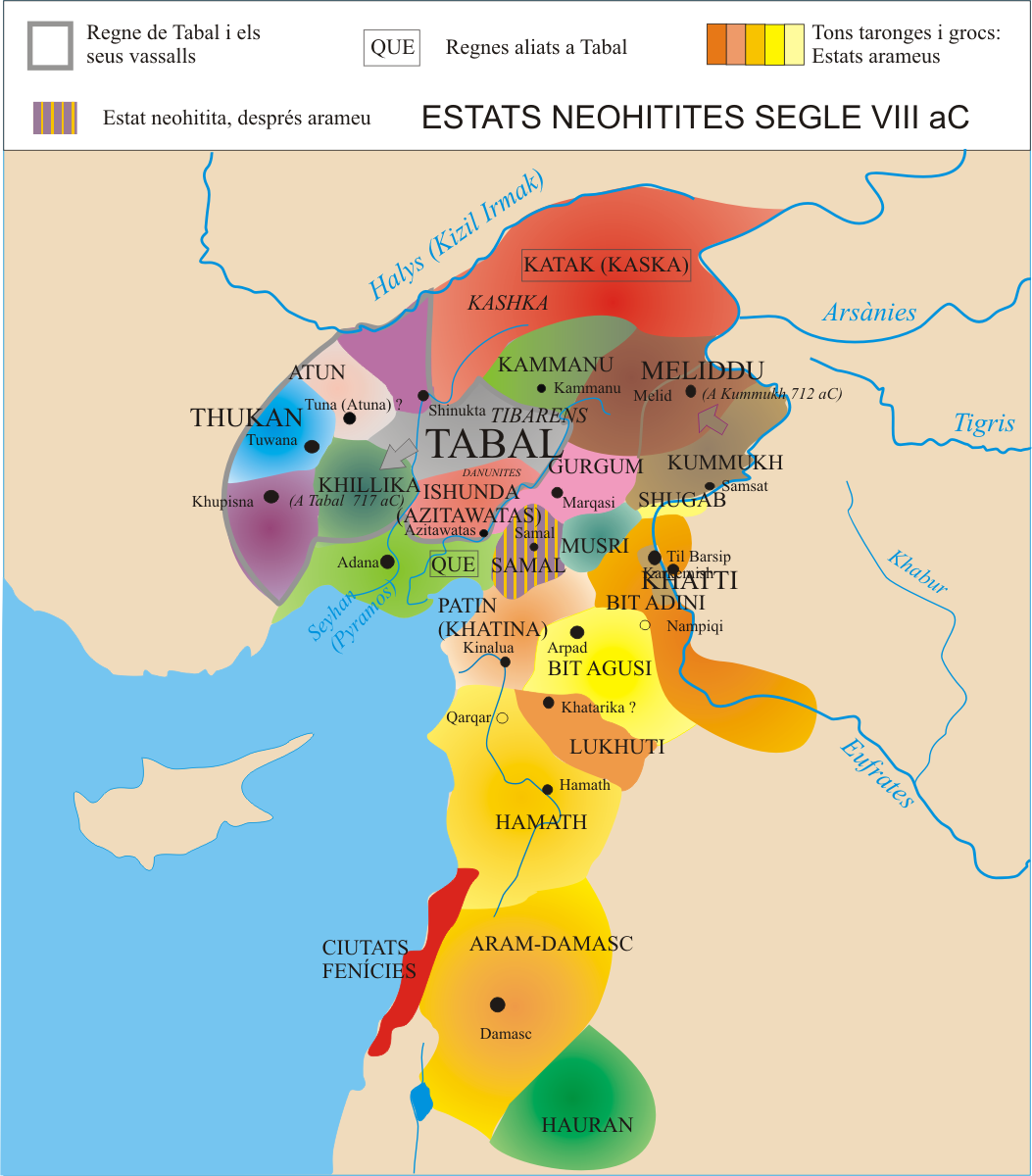
Estats neohitites al

Khubishna, Khubisna, Hubisna, Hubishna, Khubushna i altres variants (accadià Hupushnu), fou el nom d'un antic estat neohitita que existia a Cilícia. No se sap quan es va fundar però cal suposar que ho fou durant l'agitat segle xii aC quan es va enfonsar l'imperi hitita i van sorgir poder locals i estats fundats per emigrants. Al segle viii aC era vassall del regne de Tabal o dels tibarens. La seva situació és dubtosa, hi ha qui la situa a Cibistra (Eregli) i altres a Cabissos (Sis) al sud de la vall del riu Saros.
El 740 aC després que Arpad va caure en mans dels assiris els reis Tarkhularas de Gurgum, Dadilu de Kask (probablement Katak/Kaska) i Samulal de Meliddu, van pagar tribut. Els van seguir Urikki de Que, Azriyau de Yaudi-Samal, Uassurme (Wasu Sharumush) de Tabal, Ushkhitti d'Atun, Urballa de Tokhan, Urimmi de Khubishna i Tukhammi d'Ishtunda.
La seva evolució posterior no és segura. Abans del 700 aC hauria caigut en mans dels muskhi o frigis; després dels assiris, i vers el 680 del cimmeris; posteriorment, a la segona meitat del segle VI aC, hauria caigut en mans del regne de Lídia fins a la seva derrota pels medes a la batalla del riu Halis el 28 de maig del 585 aC durant la qual es va produir el famós eclipsi.